# 2-Methylbutylacetat
2-Methylbutylacetat ist ein Carbonsäureester, der sich von der Essigsäure und von 2-Methylbutan-1-ol ableitet.

## Vorkommen

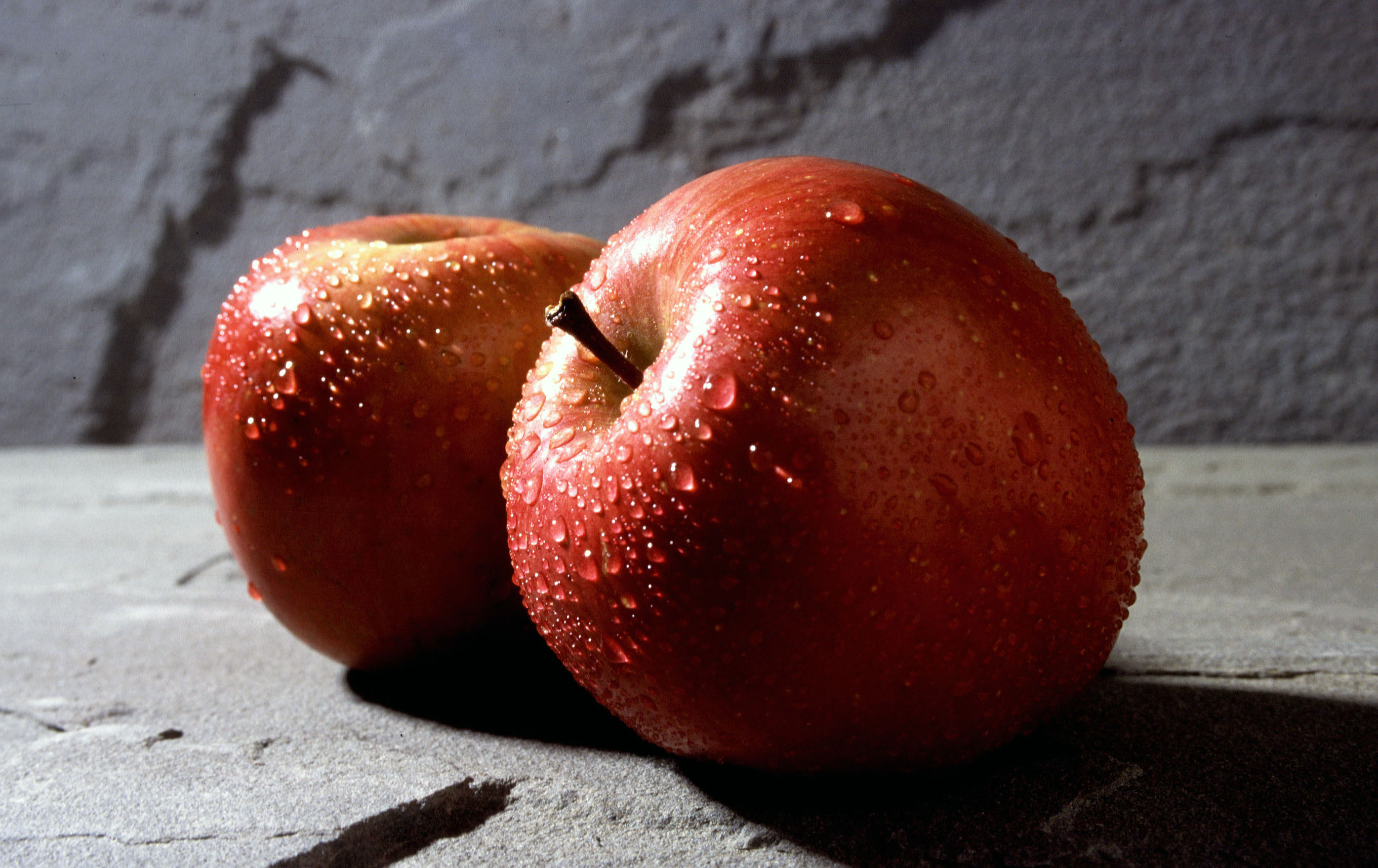
Äpfel, zum Beispiel der Sorte Fuji, enthalten 2-Methylbutylacetat

2-Methylbutylacetat kommt in verschiedenen Früchten vor, darunter in Äpfeln (z. B. Sorten Fuji, Gala und Granny Smith), Birnen, Melonen, Bananen, Erdbeeren, Feigen, Jackfrucht und den Früchten von Strychnos cocculoides (Gattung Brechnüsse). Es kommt auch in Olivenöl und Cognac vor.

## Gewinnung und Darstellung
2-Methylbutylacetat kann durch Reaktion von Essigsäure mit 2-Methylbutanol gewonnen werden.

## Verwendung
2-Methylbutylacetat ist in der EU unter der FL-Nummer 09.286 als Aromastoff für Lebensmittel allgemein zugelassen.